# Zeughausmarkt

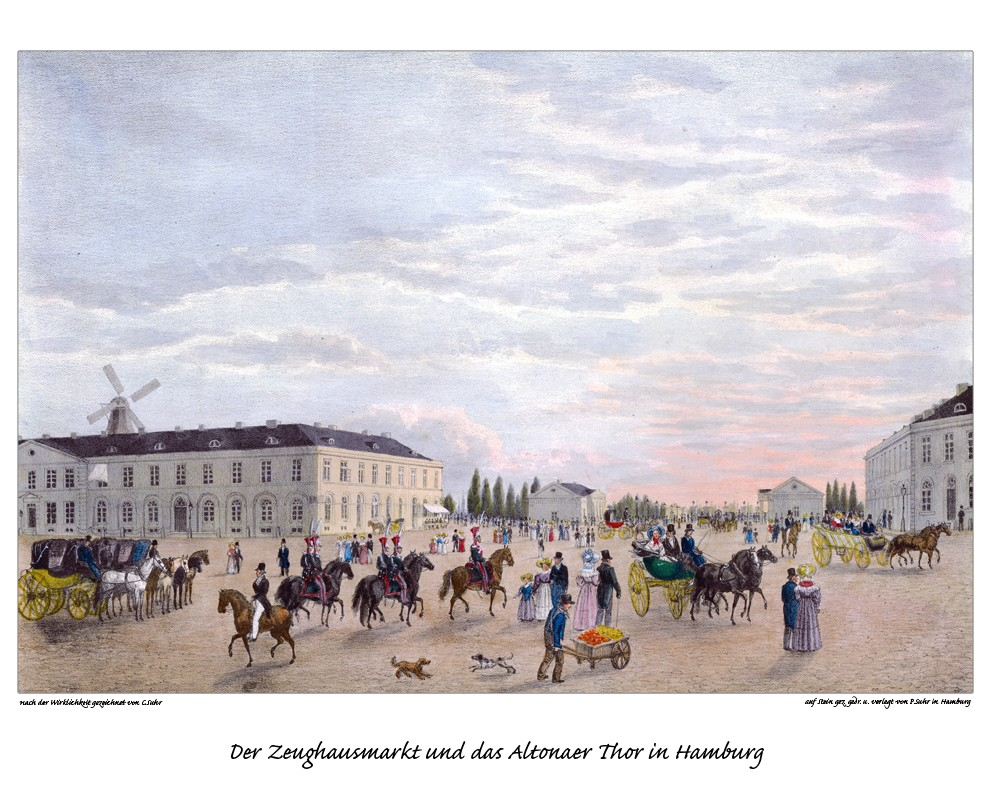
Der Zeughausmarkt mit Blick zum Millerntor, Lithografie der Gebrüder Suhr

Der Zeughausmarkt ist ein Platz im Westen der Hamburger Neustadt, nahe dem früheren Millerntor. Der Name rührt von dem früher hier befindlichen Zeughaus des Bürgermilitärs her. Dominiert wird der Platz von dem an der Südseite angeordneten klassizistischen Bau der Englischen Kirche (Church of St Thomas Becket).

## Lage und Beschreibung
Der Zeughausmarkt befindet sich zwischen dem Alten Elbpark und der Hauptkirche St. Michaelis. Der vierecktige Platz wird an seiner Nordseite von der  Ludwig-Erhard-Straße begrenzt, die drei übrigen Seiten sind bebaut; an der südwestlichen Ecke münden die Neumayerstraße und die Zeughausstraße ein. Der Platz hat einschließlich der unmittelbar umgebenden Straßen eine Länge von 90 Metern und eine Breite von 65 Metern.

## Geschichte und Bebauung

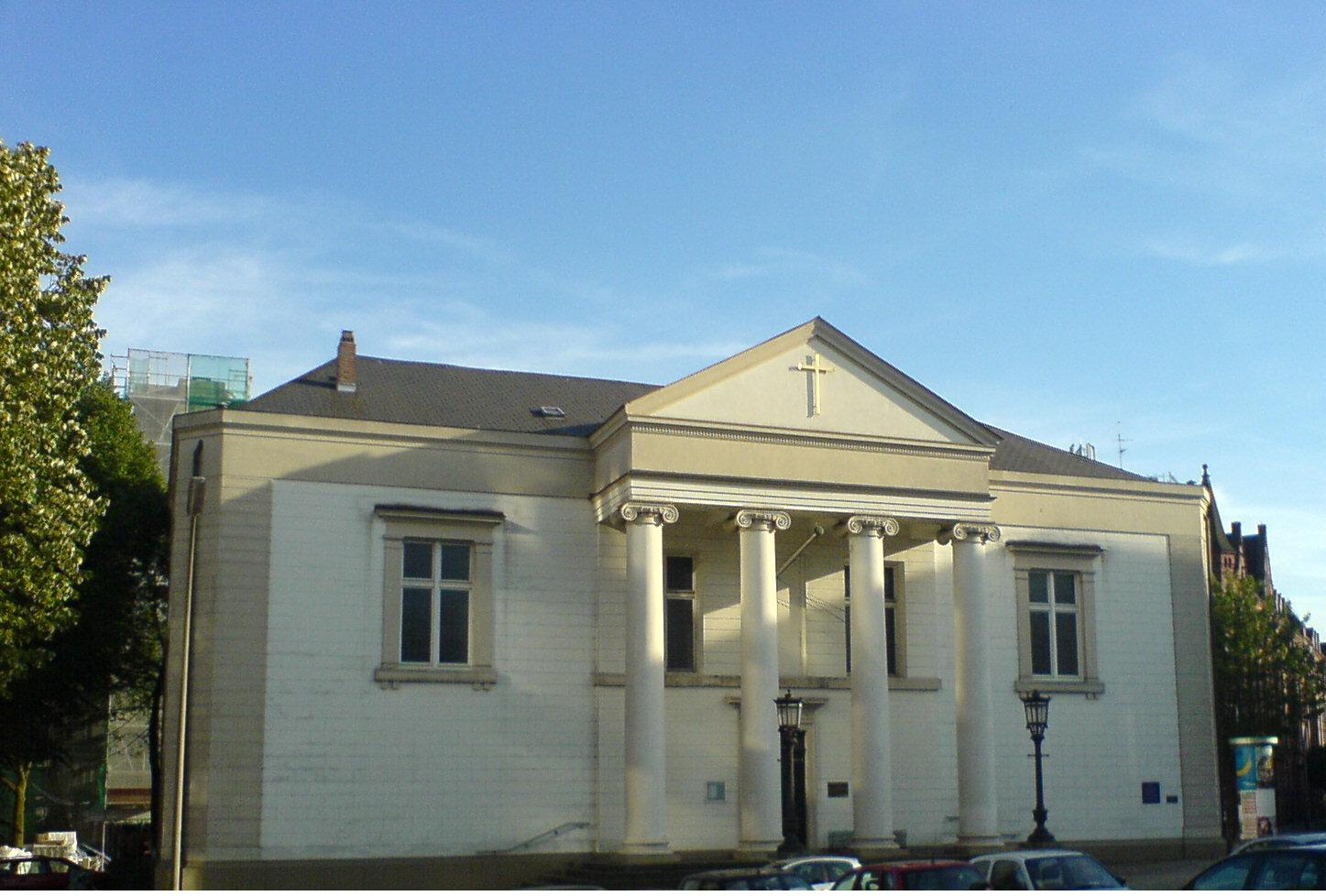
Portikus der Englischen Kirche

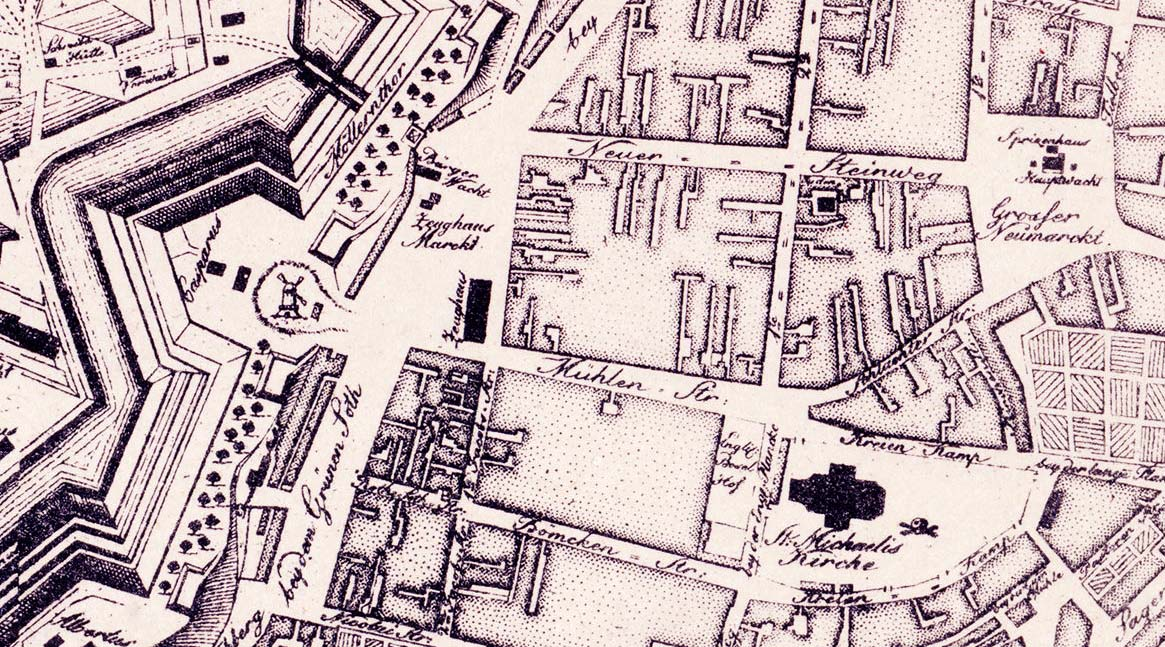
Zeughausmarkt mit der Position des damaligen Zeughauses auf einer Karte von 1791

Der Platz entstand in der ersten Hälfte des 17. Jahrhunderts bei der Einbeziehung der heutigen Neustadt in die Hamburger Stadtbefestigung. 1661 wurde hier in unmittelbarer Nähe zum Millerntor und zur Bastion Casparus (dem heutigen Elbpark mit dem Bismarck-Denkmal) das Artillerie-Zeughaus des Hamburger Bürgermilitärs errichtet, das dem Platz seinen Namen gab. Der ungefähr 40 Meter lange und 13 Meter breite zweigeschossige Fachwerkbau wurde 1826 zugunsten des Neubaus der Englischen Kirche abgebrochen. Als Markt diente der Platz trotz seines Namens jedoch nie.
1823 bis 1827 erhielt der Platz im Zuge der Entfestigung Hamburgs und des Abbruchs der benachbarten Verteidigungsanlagen eine von Carl Ludwig Wimmel entworfene klassizistische Randbebauung an der Westseite. Die heutigen Häuser 33 bis 38 stammen aus dieser Zeit.
An der Stelle des vormaligen Artillerie-Zeughauses befindet sich seit 1836 (Baubeginn) die Englische Kirche, die Thomas Becket (1118–1170), dem Erzbischof von Canterbury, gewidmet wurde und als reinster klassizistischer Kirchenbau im Hamburger Stadtgebiet gilt.

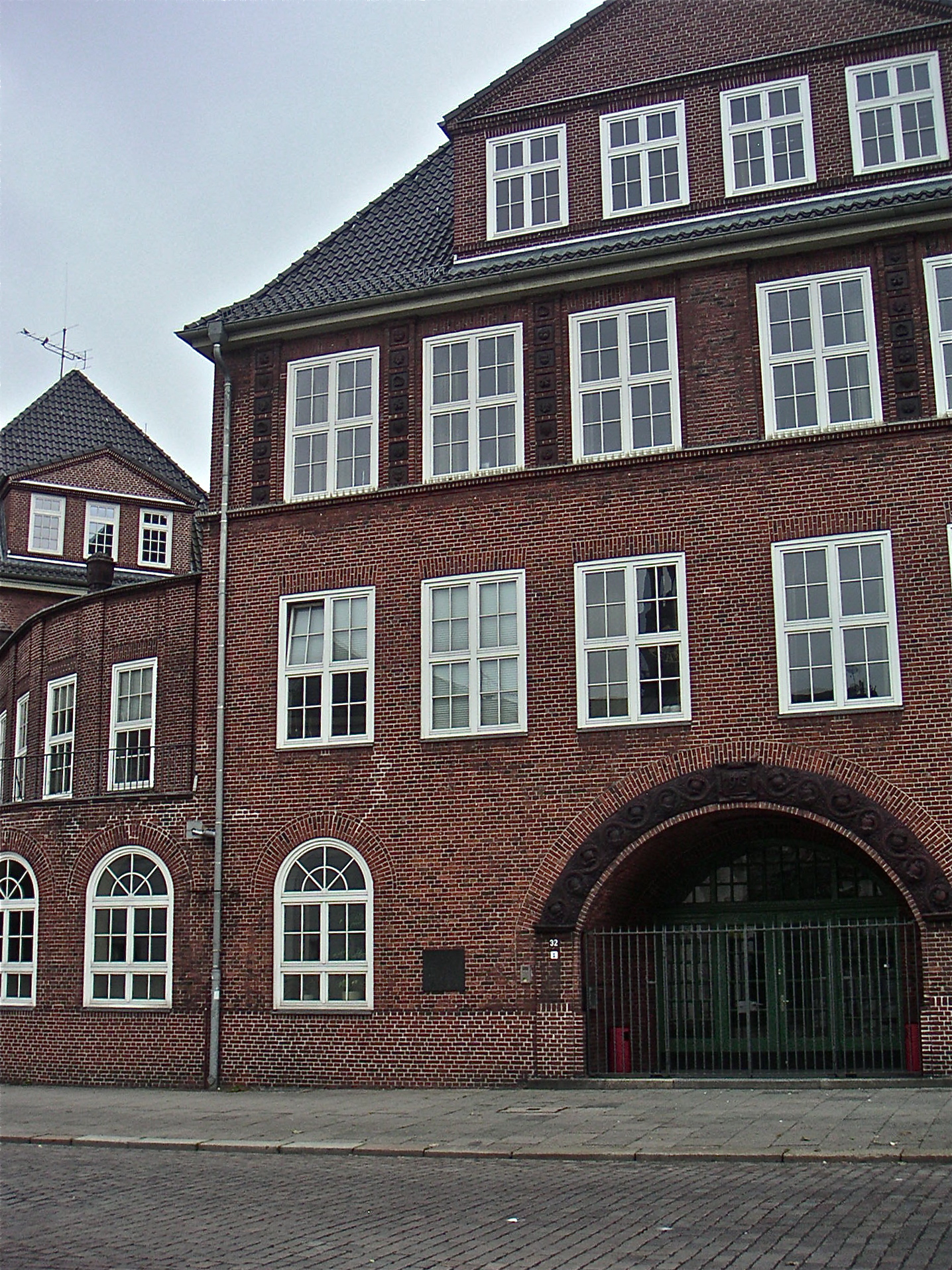
Schulgebäude, nach Plänen von Fritz Schumacher 1915 gebaut

An der südwestlichen Ecke des Platzes, an der Einmündung der Neumayerstraße befand sich ab 1830 die 1815 gegründete Israelitische Freischule, deren Gebäude 1915 durch einen von Fritz Schumacher entworfenen Backsteinbau ersetzt wurde. Das Gebäude steht seit 1982 unter Denkmalschutz. Nach mehrfacher Umnutzung befand sich darin ab 1989 die Staatliche Gewerbeschule Textil und Bekleidung (u. a. Gewandmeisterschule) unter dem Namen Anna-Siemsen-Schule, die 2020 in einen Neubau der  Berufliche Schule Holz, Farbe, Textil (BS 25) an der Richardstraße in Barmbek umzog.
Der größte Teil des Zeughausmarktes wird heute als Parkplatz genutzt.